# Francis Mac Allister
Francis Manuel Mac Allister (Buenos Aires, 30 ottobre 1995) è un calciatore argentino, centrocampista dell'Instituto (C) in prestito dall’Argentinos Juniors.

## Biografia
Proviene da una famiglia di calciatori: il padre Carlos ha giocato nella nazionale argentina, mentre i fratelli minori Kevin e Alexis giocano rispettivamente nell'Union Saint-Gilloise e nel Liverpool.

## Carriera
Cresciuto nelle giovanili dell'Argentinos Juniors, ha esordito il 15 maggio 2016 in occasione del match pareggiato 1-1 contro il Lanús.

## Statistiche

### Presenze e reti nei club
Statistiche aggiornate al 23 marzo 2018.
| Stagione        | Squadra            | Campionato      | Campionato | Campionato | Coppe nazionali | Coppe nazionali | Coppe nazionali | Coppe continentali | Coppe continentali | Coppe continentali | Altre coppe | Altre coppe | Altre coppe | Totale | Totale | Totale |
| Stagione        | Squadra            | Comp            | Pres       | Reti       | Comp            | Pres            | Reti            | Comp               | Pres               | Reti               | Comp        | Pres        | Reti        | Pres   | Reti   |        |
| --------------- | ------------------ | --------------- | ---------- | ---------- | --------------- | --------------- | --------------- | ------------------ | ------------------ | ------------------ | ----------- | ----------- | ----------- | ------ | ------ | ------ |
| 2016            | Argentinos Juniors | PD              | 2          | 0          | CA              | 0               | 0               |                    | -                  | -                  |             | -           | -           | 2      | 0      |        |
| 2016-2017       | Boca Unidos        | BN              | 4          | 1          | CA              | 0               | 0               |                    | -                  | -                  |             | -           | -           | 4      | 1      |        |
| 2017-2018       | Argentinos Juniors | PD              | 14         | 0          | CA              | 0               | 0               |                    | -                  | -                  |             | -           | -           | 14     | 0      |        |
| Totale carriera | Totale carriera    | Totale carriera | 19         | 1          |                 | 0               | 0               |                    | -                  | -                  |             | -           | -           | 19     | 1      |        |

## Palmarès

### Club

#### Competizioni nazionali
- Copa de la Liga Profesional: 1

Rosario Central: 2023